# Туманность Лисий мех
Туманность Лисий мех (англ. Fox Fur Nebula) — туманность (структура из газа и пыли) в созвездии Единорога в области NGC 2264. Имеет номер 273 в каталоге Шарплесса.
Изображение справа является снимком малой области в более крупной структуре, называемой скоплением Рождественская ёлка. Туманность Конус также является частью этого облака.
Красные области этой туманности наполнены газообразным водородом, собственное излучение которого вызвано  обильным ультрафиолетовым излучением, исходящим от горячих голубых звёзд скопления. Голубые области излучают вследствие другого процесса: в основном, это пылевые облака, отражающие излучение звёзд, в том числе и S Единорога. Тёмные прожилки прочерчены пылевой компонентой.
Название туманности происходит от сходства внешнего вида туманности с воротником из меха рыжей лисицы.